# Ryūsei Kishida
Pour les articles homonymes, voir Kishida.
Ryūsei Kishida (岸田劉生, Kishida Ryūsei), 23 juin 1891 à Tokyo – 20 décembre 1929 à Tokuyama dans la préfecture de Yamaguchi, est un peintre japonais de l'ère Taishō et Showa.

## Éléments biographiques
Ryūsei Kishida naît dans le quartier moderne de Ginza à Tōkyō. Son père Kishida Ginkō (1833-1905) est un homme important, connu à la fois comme journaliste, pharmacien et promoteur d’un rapprochement sino-japonais.
À la mort de ses parents en 1905, il envisage de devenir pasteur comme beaucoup d’artistes et d’écrivains japonais de cette époque, pour qui le christianisme rime avec modernité. 
Il commence à peindre sérieusement en 1908 quand il s’inscrit à l’atelier de l’Association du Cheval blanc (Hakuba-kai) où il apprend la peinture à l’huile auprès de Kuroda Seiki. En 1910, deux de ses toiles, travaillées dans un style pleinairiste, sont acceptées au Salon du ministère de l’Éducation (Bunten).
En 1912, Kishida participe activement à la création de la Société du Fusain (Hyūzan-kai) qui marque le début du post-impressionnisme (kōki inshō-ha) au Japon et, plus généralement, de l’idée que la création est portée par le génie inné de l’individu. Il y expose des œuvres vivement influencées par un Van Gogh largement réinterprété. Autour de 1913-1914, Kishida abandonne progressivement la palette très colorée de ses débuts et oriente son travail du côté de la peinture classique allemande et italienne, notamment de Dürer qu’il admire particulièrement. Il réalise alors de nombreux portraits, ainsi que des paysages terreux, dévoilant un goût qui lui est propre pour une texture à la fois fluide et grasse.
À la fin des années 1910 et tout au long des années 1920, il peint une importante série de portraits de sa fille Reiko (née en 1914), qui alternent entre grâce et étrangeté. Les toiles les plus importantes de la série, comme Portrait de Reiko à cinq ans (Musée national d’art moderne de Tōkyō) ou Reiko souriant (Musée national de Tōkyō, œuvre classée bien culturel important), sont connues de tous dans l’archipel. Les années 1920 sont marquées chez lui par une redécouverte du patrimoine artistique sino-japonais. Il réalise de nombreuses peintures à l’encre dans le style chinois et collectionne ardemment la peinture de l’époque d’Edo.
Il meurt le 20 décembre 1929 d’une complication rénale au retour de son premier voyage à l’étranger, dans la Mandchourie voisine.

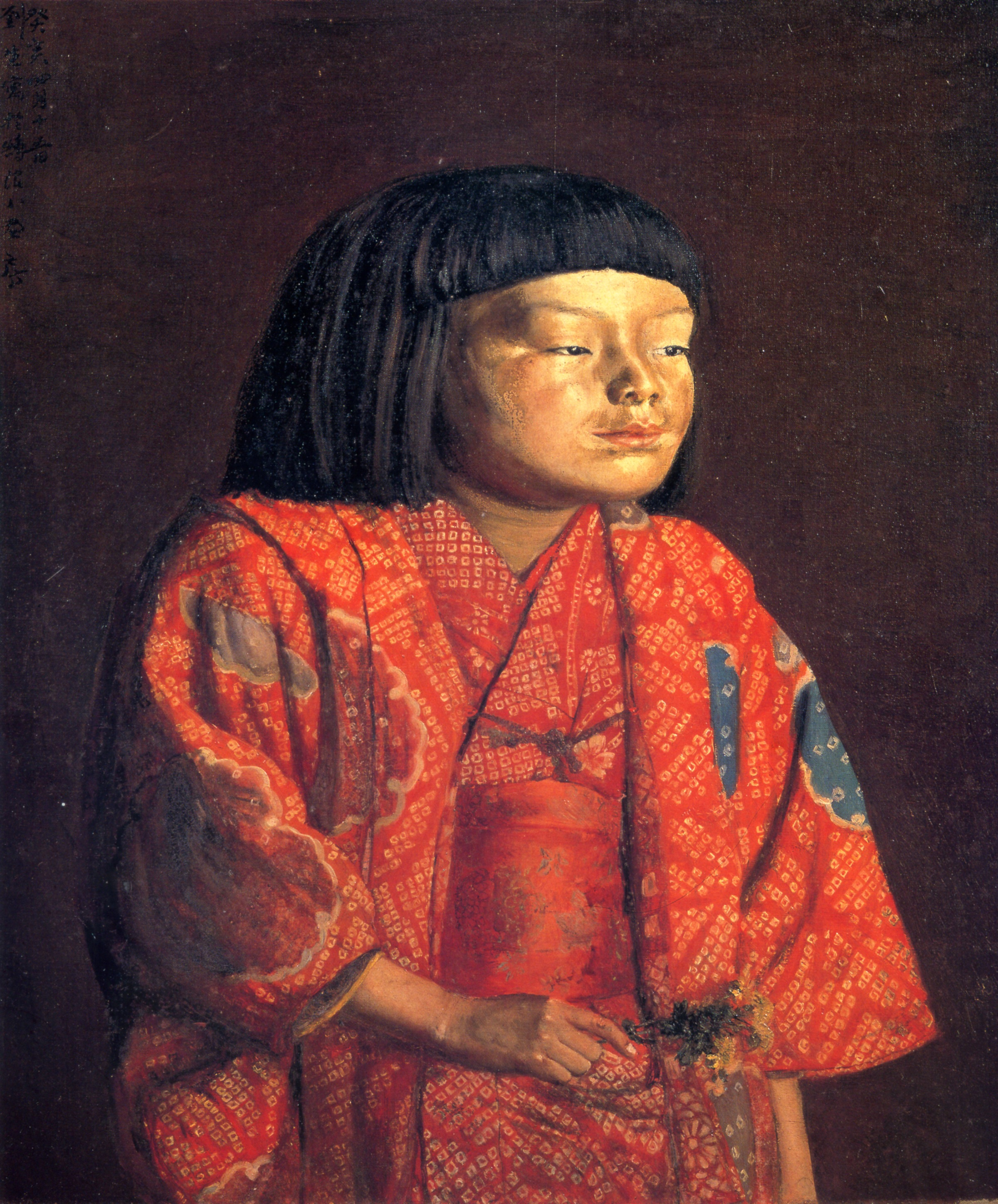
Kishida Ryūsei, Reiko debout, 1923

## La postérité
Bien qu’inconnu en Occident, Ryūsei Kishida est considéré au Japon comme l’un des plus grands peintres du XXe siècle. Lié au mouvement Shirakaba (1910-1923), il symbolise, dans les manuels scolaires par exemple, la modernité de l’ère Taishō (1912-1926). Depuis les années 1940, plusieurs grands historiens de l’art japonais moderne ont travaillé sur son œuvre, mettant en évidence la spécificité de son réalisme et sa critique originale des avant-gardes.
En dépit du petit format de ses tableaux, il est l’un des artistes les plus cotés sur le marché nippon. En 2000, sa toile Reiko un châle sur les épaules (1920) a été adjugée 360 millions de yens, établissant le record pour une œuvre moderne japonaise.

## Les écrits
Parallèlement à la peinture, Ryūsei Kishida a beaucoup écrit tout au long de sa vie. De son vivant, il a publié trois livres de réflexions sur l’art, dont Les débuts de la peinture ukiyoe aux éditions Iwanami (1926). Son journal fournit par ailleurs un extraordinaire témoignage sur la vie des artistes et intellectuels de l’époque. Ses œuvres complètes ont été rassemblées en 10 volumes aux éditions Iwanami (1979-80).

## Biographie
- Berghaus, Günter. International Futurism in Arts and Literature. Walter de Gruyter (2000)  (ISBN 3-11-015681-4)
- Goodwin, James. The International Art Markets: The Essential Guide for Collectors and Investors. Kogan Page (2008).  (ISBN 0-7494-4835-0)
- Kato, Shuichi, Japan:Spirit and Form. Tuttle Publishing (1994)  (ISBN 0-8048-1969-6)
- Kita, Sandy. The Last Tosa: Iwasa Katsumochi Matabei, Bridge to Ukiyo-e. University of Hawaii Press, (1999)  (ISBN 0-8248-1826-1)
- Kitazawa, Noriaki. Kishida Ryūsei to Taishō avangyarudo. Iwanami Shoten (1993)  (ISBN 4-00-003728-5)
- Weisenfeld, Gennifer, MAVO: Japanese Artists and the Avant-Garde, 1905–1931. University of California Press (2001).  (ISBN 0-520-22338-1)